# Архипов, Василий Сергеевич
Васи́лий Серге́евич Архи́пов (16 [29] декабря 1906 года — 13 июня 1985 года) — советский офицер-танкист, командир танковой роты в период советско-финской войны 1939—1940 годов, командир 53-й гвардейской танковой бригады 6-го гвардейского танкового корпуса 3-й гвардейской танковой армии 1-го Украинского фронта в годы Великой Отечественной войны, дважды Герой Советского Союза (1940, 1944). Генерал-полковник танковых войск (1963).

## Биография

### Юность и начало военной службы
Родился 16 (29) декабря 1906 года в селе Губернское Пермской губернии. Русский. Из многодетной (8 детей) крестьянской семьи. Образование 7 классов. С 1916 года десятилетним мальчиком работал батраком у местных кулаков, в 1921 году ушёл в Златоуст и работал чернорабочим на Верхнекиалимских угольных печах, затем древоруб на каменном карьере и грузчик на электростанции в Челябинске.
Был призван на срочную службу в РККА в ноябре 1928 года Аргаяшским районным военкоматом. Окончил полковую школу 70-го стрелкового полка 24-й стрелковой дивизии Украинского военного округа в 1929 году, служил командиром отделения пулемётного взвода в этом полку (Винница). Во время службы в 1930 году заочно окончил Московский автомобильный техникум. По окончании срока службы в 1930 году написал рапорт об оставлении на сверхсрочной службе и был назначен помощником командира взвода в том же полку. В марте 1931 года направлен на учёбу в Одесскую пехотную школу, которую успешно окончил в 1932 году. Член ВКП(б)/КПСС с 1931 года. По окончании школы вернулся в свой 70-й полк, теперь на должность командира пулемётного взвода.
В 1932 году окончил курсы переподготовки командного состава Украинского военного округа в Житомире, где получил начальные знания командира-танкиста и затем служил командиром танкового взвода отдельного батальона 24-й стрелковой дивизии (вновь в Виннице). С 1935 года — секретарь партийного бюро батальона. По личной просьбе возвращён с политработы на командную службу и в 1937 году назначен помощником командира батальонной школы в том же батальоне. В 1938 окончил Бронетанковые курсы усовершенствования командного состава в Ленинграде. С 1938 года командовал учебной ротой 11-й танковой бригады Ленинградского военного округа в Петергофе.
В ноябре 1939 года назначен командиром танковой роты 112-го отдельного танкового батальона 35-й легкотанковой бригады.

### Советско-финская война
В советско-финской войне командир роты танков Т-26 капитан Архипов участвовал с первого дня, с 30 ноября 1939 года. Отлично действовал при прорыве укреплений на «линии Маннергейма». В январе 1940 года рота Архипова овладела станцией Тали. 11 февраля с ротой заблокировал амбразуры железобетонного артиллерийского дота, что дало возможность сапёрам взорвать его. 12 февраля первым преодолел противотанковый ров, увлекая за собой стрелковые части, прорвался на позиции финской артиллерии и уничтожил несколько орудий. 26 февраля у станции Оккала его рота провела танковый бой при Хонканиеми, в ходе которого танкисты уничтожили 4 финских танка «Vickers Mk E» без потерь со своей стороны (советские артиллеристы подбили в том бою ещё 2 танка). За проявленное мужество и высокое воинское мастерство «в боях с финской белогвардейщиной» Указом Президиума Верховного Совета СССР от 21 марта 1940 года был удостоен звания Героя Советского Союза, с вручением ордена Ленина и медали «Золотая Звезда».
Вскоре после прекращения боевых действий назначен помощником командира 115-го отдельного учебного танкового батальона 35-й легкотанковой бригады, с октября 1940 года — командир 108-го отдельного танкового батальона этой бригады. Бригада входила в состав Ленинградского военного округа и стояла в Выборге, а в апреле 1941 года переброшена в состав Киевского Особого военного округа (Бердичев). Там её расформировали, а капитан Архипов был назначен командиром отдельного разведывательного батальона 43-й танковой дивизии 19-го механизированного корпуса.

### В годы Великой Отечественной войны
В Великую Отечественную войну капитан В. С. Архипов участвовал с июня 1941 года. Боевое крещение принял 26 июня 1941 года в ходе танковой битвы за Дубно — Луцк — Броды, затем участвовал в контрударе под Новгород-Волынским. 10-го августа оставшаяся без танков дивизия была выведена в тыл и расформирована, в сентябре В. С. Архипов назначен командиром 10-го танкового полка 10-й танковой бригады на Юго-Западном фронте, во главе которого участвовал в Сумско-Харьковской оборонительной операции и в последующих боях на реке Северский Донец. За отличие в первых боях лета 1941 года получил внеочередное воинское звание майор. С декабря 1941 года был заместителем командира 10-й танковой бригады.
В марте 1942 года отозван с фронта и назначен командиром формирующейся в Воронеже 109-й танковой бригады. В июне 1942 года вступил с бригадой в бой в составе 16-го танкового корпуса на Брянском фронте, участвовал в Воронежско-Ворошиловградской оборонительной операции, трое суток бригада вела бой в условиях полного окружения и затем самостоятельно пробилась к своим. В августе 1942 года бригаду перебросили на Сталинградский фронт, где в составе 1-й гвардейской армии она вела тяжелейшие наступательные бои под Котлубанью, а затем в составе Донского фронта уничтожала окружённую в Сталинграде 6-ю немецкую армию. В феврале 1943 года бригаду перебросили на Центральный фронт, где она участвовала в Севской наступательной операции.
С мая по август 1943 года учился на Академических курсах технического усовершенствования при Военной академии бронетанковых и механизированных войск Красной Армии имени И. В. Сталина. По их окончании, в августе 1943 года назначен командиром 53-й гвардейской танковой бригады 6-го гвардейского танкового корпуса 3-й гвардейской танковой армии на Воронежском и 1-м Украинском фронтах. Командовал ею до конца войны, участвовал в Черниговско-Полтавской наступательной операции, в Киевской наступательной и в Киевской оборонительной операциях, в Днепровско-Карпатской, Львовско-Сандомирской, Висло-Одерской, Нижнесилезской, Берлинской, Пражской наступательных операциях.
За умелое руководство боевыми действиями танковой бригады и личную храбрость, проявленную в боях за освобождение города Перемышль (Пшемысль, Польша), при форсировании реки Висла и удержании плацдарма на её западном берегу, Указом Президиума Верховного Совета СССР от 23 сентября 1944 года командир 53-й гвардейской танковой бригады гвардии полковник В. С. Архипов во второй раз удостоен звания Героя Советского Союза и награждён второй медалью «Золотая Звезда».
20 апреля 1945 года комбригу В. С. Архипову присвоено воинское звание генерал-майор танковых войск.
1 мая 1945 года командиром 6-го гвардейского танкового корпуса генерал-майором Митрофановым, командир 53-й гвардейской танковой бригады Архипов был представлен к награждению третьей медалью «Золотая Звезда» Героя Советского Союза. Данное представление поддержали командующий 3-й танковой армии генерал-полковник П. С. Рыбалко и командующий бронетанковыми и механизированными войсками 1-го Украинского фронта генерал-полковник Н. А. Новиков, но Военный Совет 1-го Украинского фронта (Маршал Советского Союза И. С. Конев и генерал-полковник К. В. Крайнюков) не согласились с этим решением. Был награжден  орденом Красного Знамени.

### В послевоенные годы
После войны продолжил службу в Советской Армии на прежней должности, с 20 июня по 6 августа 1945 года — командир 53-го гвардейского танкового полка (ЦГВ). С 6 августа 1945 года — заместитель командира, с мая по ноябрь 1946 года — командир 6-й гвардейской танковой дивизии 3-й гвардейской механизированной армии Группы советских оккупационных войск в Германии. С ноября 1946 по июнь 1948 — командир 6-го гвардейского кадрового танкового полка. В 1950 году окончил Высшую военную академию имени К. Е. Ворошилова. С ноября 1950 года — командующий бронетанковыми и механизированными (с 1954 — бронетанковыми, с 1960 — танковыми) войсками Туркестанского военного округа, с января 1954 — помощником командующего войсками этого военного округа по танковому вооружению, с июля 1954 — начальник управления боевой подготовки этого округа.
С апреля 1958 года — командующий 1-й отдельной армией Киевского военного округа (штаб в Чернигове). С мая 1960 года — первый заместитель командующего войсками Сибирского военного округа. С сентября 1961 года — военный специалист и старший военный советник командующего военным округом Национальной Народной Армии Германской Демократической Республики. С августа 1970 года В. С. Архипов по болезни находился в распоряжении Главнокомандующего Сухопутными войсками. С июля 1971 — в отставке.
Умер 13 июня 1985 года в Москве, где и похоронен на Кунцевском кладбище (участок № 9, возле братской могилы).

## Награды
- Герой Советского Союза (21 марта 1940, медаль «Золотая Звезда» № 483)[7];
- Дважды Герой Советского Союза (23 сентября 1944, медаль «Золотая Звезда» № 4642)[8];
- Три Ордена Ленина (21.03.1940[7], 30.12.1956[9], 31.10.1967)
- Орден Октябрьской Революции (28.12.1976)
- Пять орденов Красного Знамени (15.01.1940, 07.12.1941, 17.01.1945, 09.06.1945, 20.06.1949[9])
- Орден Кутузова II степени (10.01.1944)
- Орден Отечественной войны I степени (11.03.1985)
- Орден Красной Звезды (03.11.1944)[9]
- медали СССР

Иностранные награды
- Орден «Крест Грюнвальда» III степени (Польша)
- Орден Красного Знамени (ЧССР, 30.04.1970)
- «Военный Крест 1939—1945» (Чехословакия, 1945)
- Боевой орден «За заслуги перед народом и Отечеством» в золоте (ГДР)
- Медаль «Братство по оружию» в золоте (ГДР)
- Орден «Защита Отечества» 2-й степени (Румыния, 14.07.1958)
- Медаль «За храбрость перед врагом» (Чехословакия)
- Медаль «За Одру, Нису и Балтику» (Польша)
- Медаль «Победы и Свободы» (Польша)

## Воинские звания
- Политрук (24.01.1936)
- Капитан (28.03.1939)
- Майор (26.08.1941)
- Подполковник (20.02.1942)
- Полковник (23.07.1942)
- Генерал-майор танковых войск (20.04.1945)
- Генерал-лейтенант танковых войск (31.05.1954)
- Генерал-полковник танковых войск (22.02.1963)

## Память
- 8 мая 2015 года в честь 70-летия Победы в парке Победы в селе Губернском на постамент возведён танк.
- В честь Архипова В. С. названы улицы Саратова, Челябинска, Пшемысля.

## Сочинения
- В. С. Архипов. Время танковых атак. — М.: Воениздат, 1981. — 252 с. — (Военные мемуары). — 65 000 экз.
- переиздание: В. С. Архипов. Время танковых атак. — М.: Эксмо, 2009. — 352 с. — (Вторая мировая война. За Родину! За Сталина!). — 5000 экз. — ISBN 978-5-699-32552-8.